# Willow Island
Willow Island è un census-designated place (CDP) degli Stati Uniti d'America, situato nello stato del Nebraska, nella contea di Dawson.